# Lungotevere Salvo D'Acquisto
Il lungotevere Salvo D'Acquisto è il tratto di lungotevere che collega piazzale Cardinal Consalvi al lungotevere dell'Acqua Acetosa, a Roma, nel quartiere Parioli.
Il lungotevere è dedicato a Salvo D'Acquisto, vicebrigadiere dei Carabinieri, ucciso dai nazisti nel 1943; è stato istituito con delibera del consiglio comunale del 26 luglio 1948.
È sito tra ponte Milvio e ponte Flaminio.

## Trasporti
|  | È raggiungibile dalle stazioni: Piazza Euclide e Acqua Acetosa (Roma). |